# Apodocreedia
Apodocreedia is een monotypisch geslacht van straalvinnige vissen uit de familie van zandduikers (Creediidae). Het geslacht is voor het eerst wetenschappelijk beschreven in 1948 door Beaufort.

## Soort
- Apodocreedia vanderhorsti de Beaufort, 1948